# Jääkärinsaaret
Jääkärinsaaret är en ö i Finland. Den ligger i sjön Iso-Tarjanne och i kommunen Mänttä-Filpula i den ekonomiska regionen  Övre Birkalands ekonomiska region  och landskapet Birkaland, i den södra delen av landet, 220 km norr om huvudstaden Helsingfors. Öns area är 0,3 hektar och dess största längd är 80 meter i öst-västlig riktning.  Notera att namnet antyder att det är fråga om flera öar.